# Quark
Quark je fiktivní postava v televizním sci-fi seriálu Star Trek: Stanice Deep Space Nine.
Quark pochází z druhu Ferengů. Je nejstarším synem Keldara a Ishky. Jeho bratrem je Rom a jeho synovcem Nog, první Fereng sloužící ve Hvězdné flotile. Je majitelem baru na stanici Deep Space Nine (dříve známé jako Terok Nor). Byl trnem v patě, někdy protivníkem, někdy důvěrníkem velitele bezpečnosti stanice, Oda.